# يوشكو بيليتش
يوشكو بيليتش هو لاعب كرة قدم كرواتي، ولد في 5 أكتوبر 1974 في جمهورية كرواتيا الاشتراكية. لعب مع ستاندارد لييج ومكابي نتانيا ونادي أسدود ونادي ريد بل سالزبورغ وهايدوك سبليت.

## وصلات خارجية
- جوسكو بيليتش على موقع اتحاد كرواتيا (الكرواتية)
- جوسكو بيليتش على موقع قاعدة بيانات كرة القدم.إي يو (الإنجليزية)
- جوسكو بيليتش على موقع عالم كرة القدم.نت (الإنجليزية)